# Boreš III. z Rýzmburka
Boreš III. z Rýzmburka (? – před rokem 1312 či kolem roku 1341?) byl český šlechtic z rodu pánů z Rýzmburka.

## Život

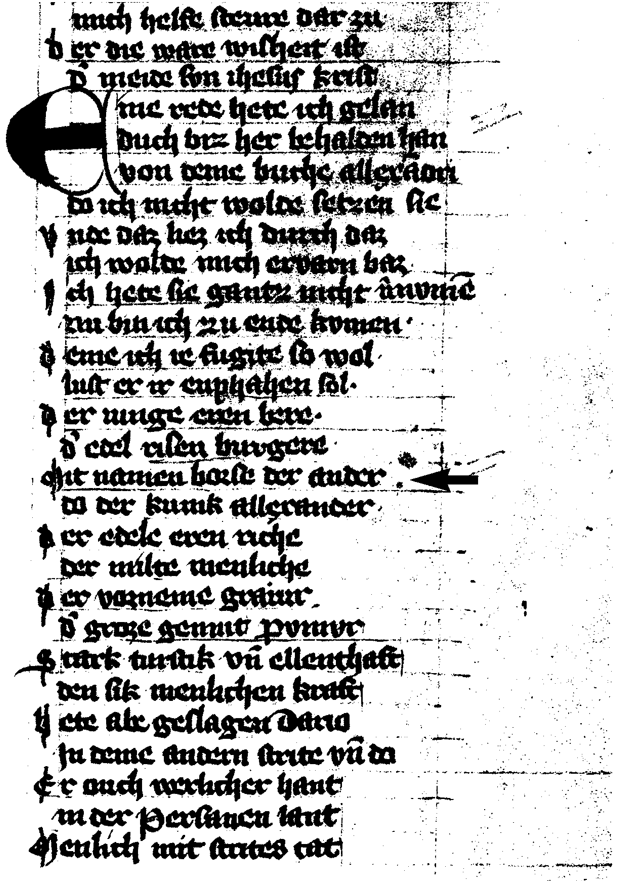
List Alexandreidy s dedikací Borešovi III. z Rýzmburka (vyznačuje šipka)

Narodil se jako syn Bohuslava II. z Rýzmburka a jeho manželky Agáty ze Šumburka. Po úmrtí svého otce Bohuslava byl Boreš vychováván svým strýcem Fridrichem ze Šumburka.
K roku 1291 je Boreš zaznamenán v zemských deskách, když zasedal při zemském soudu. Dále Boreš vystupuje na listině, vydané v roce 1295 v Údlicích, jejímž prostřednictvím sdělil, že povoluje svým strýcům Fridrichovi a Dětřichovi ze Šumburka odprodej obce Otvice řádu německých rytířů. Roku 1302 Boreš podepsal smlouvu s klášterem v Oseku, ve které je uvedeno, že má klášter dostávat polovinu výnosů z dobývání kovů na hradních statcích. Posléze byl v roce 1303 Boreš přítomen v Žitavě. Po zavraždění Václava III. vypukly v českých zemích nepokoje kvůli bezvládí a šlechta se z této situace snažila vytěžit co nejvíce. Pravděpodobně i Boreš se na těchto událostech snažil přiživit.
Tomáš Velímský má za to, že Boreš skonal před rokem 1312. Tento údaj dovozuje z listiny, vydané roku 1312 na hradě Rýzmburku, jež je opatřena Borešovou pečetí, avšak v záležitosti samotné Boreš už nefiguroval. Podle Augusta Sedláčka však Boreš ještě v roce 1333 prodal vsi Kostomlaty a Ledvice a zemřel až kolem roku 1341. Tomáš Velímský ovšem ztotožňuje tohoto Boreše s Borešem IV. z Rýzmburka. Boreš III. zplodil syna Bohuslava a možná i dceru Kateřinu.
Básník Oldřich z Etzenbachu připsal Borešovi III. jedno z témat své Alexandreidy.